# Spannarps herrgård
Spannarps herrgård ligger i Ausås socken i Ängelholms kommun i Skåne. En kilometer österut ligger småorten Spannarp.
De nuvarande mangårdsbyggnaderna uppfördes 1740–1741 av överste Isak Cedercrantz, som köpte Spannarp 1739. De består av en enkel tvåvånings huvudbyggnad av tegel samt två fritt liggande envånings flyglar, omgivna av en vidsträckt park.

## Historia
En äldre medeltida borg finns kvar i form av en ruinkulle, alldeles nordväst om den nuvarande huvudbyggnaden.  
Gården, vars äldsta kända ägare tillhörde den danska Gjeddeätten, övergick genom gifte till släkten Grubbe och på 1600-talet till överstelöjtnant Patrik Dumbar (död 1646). Hans änka Maren Munck innehade Spannarp, då Skåne blev svenskt. Senare tillhörde Spannarp medlemmar av släkterna Stenbock, Douglas, Kruse, Cedercrantz, Brummer och Barnekow. Friherre Robert Magnus Barnekow sålde huvudgården 1902 till friherre Axel Gyllenstierna, som i sin tur avyttrade gården 1915 till sin kusin friherre Johan Gyllenstierna, vars ättlingar fortfarande äger gården. 